# Поросозерское сельское поселение
Поросозе́рское се́льское поселе́ние — упразднённое муниципальное образование в Суоярвском районе Республики Карелия Российской Федерации. 
Административный центр — посёлок Поросозеро.

## География
Поросозерское сельское поселение граничит на юге с Найстенъярвским и Лоймольским сельскими поселениями, также входящими в Суоярвский район; на севере — Лендерским и Суккозерским сельскими поселениями Муезерского района; на северо-востоке — с Паданским и Чёбинским сельскими поселениями Медвежьегорского района; на востоке — с Гирвасским сельским поселением Кондопожского района; на западе — с Финляндией, с регионом Северная Карелия.

## Местное самоуправление
Глава Поросозерского сельского поселения — высшее выборное должностное лицо поселения, возглавляет администрацию поселения. Глава избирается сроком на 5 лет гражданами на основании всеобщего равного и прямого избирательного права при тайном голосовании.
Совет Поросозерского сельского поселения — представительный орган поселения. Совет состоит из 10 депутатов. Депутаты избираются на муниципальных выборах на основе всеобщего, равного и прямого избирательного права при тайном голосовании сроком на 4 года.

## Население
| 2009  | 2010  | 2012  | 2013  | 2014  | 2015  | 2016  |
| ----- | ----- | ----- | ----- | ----- | ----- | ----- |
| 3315  | ↘3061 | ↘2925 | ↘2799 | ↘2743 | ↘2650 | ↘2594 |
| 2017  | 2018  | 2019  | 2020  | 2021  |       |       |
| ↘2486 | ↘2414 | ↘2321 | ↘2220 | ↘2099 |       |       |

## Населённые пункты

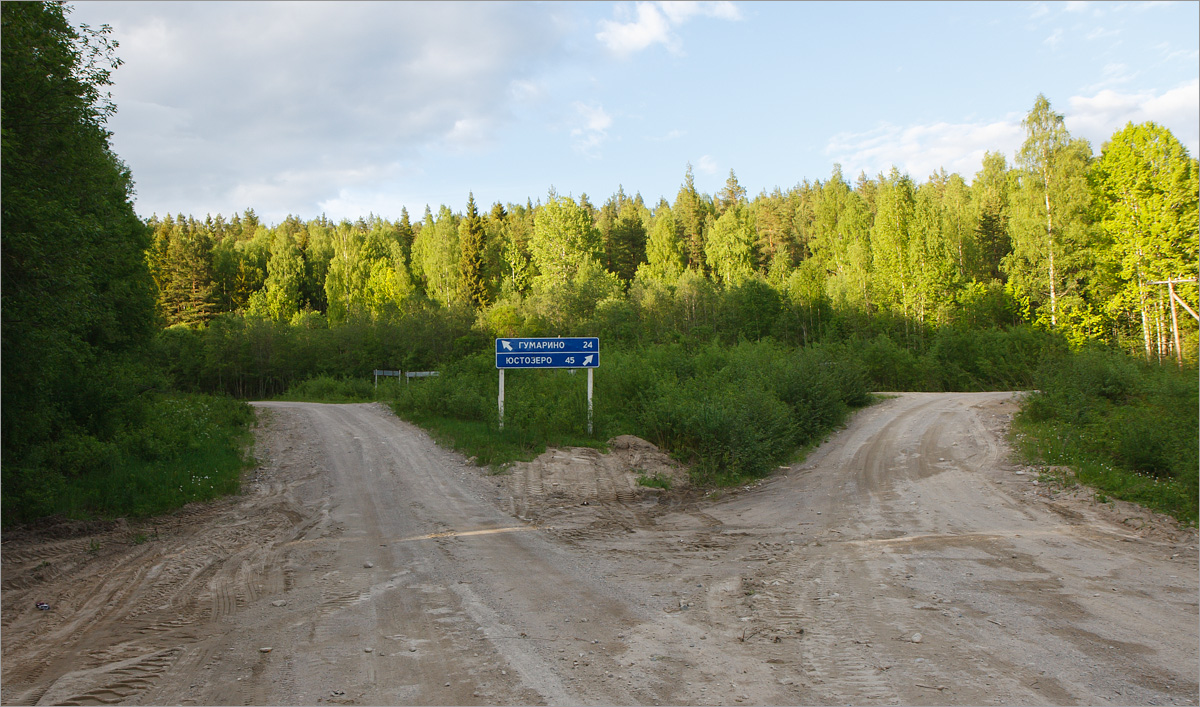
Развилка на дороге Поросозеро — Юстозеро. Поворот на посёлок Гумарино.

В состав Поросозерского сельского поселения входят 4 населённых пункта:
| № | Населённый пункт | Тип населённого пункта | Население |
| - | ---------------- | ---------------------- | --------- |
| 1 | Гумарино         | поселок                | ↘150      |
| 2 | Костомукса       | поселок                | ↘2        |
| 3 | Поросозеро       | поселок                | ↘2647     |
| 4 | Совдозеро        | деревня                | ↘0        |